# Conectivo lógico bicondicional
Na Lógica e Matemática, a Lógica bicondicional (também conhecida como bicondicional material) é o Conectivo lógico de duas proposições afirmando "p se e somente se q", onde  q é uma Hipótese (ou antecedente) e p é um conclusão (ou consequente). Isso é frequentemente abreviado  p sse q. O operador é denotado usando uma seta de dupla implicação (↔), a prefixed E (Epq), um sinal de igualdade (=),um sinal de equivalência (≡), ou EQV. Isso é logicamente equivalente a (p → q) ∧ (q → p), ou o  XNOR (nor exclusivo) operador da Álgebra_booleana.Isto é equivalente a "(não p ou q) e (não q ou p)". Também é logicamente equivalente a  "(p e q) ou (não p e não q)",significando "os dois ou nenhum".
A única diferença paraCondicional_material é o caso no qual a hipótese é falsa mas a conclusão é verdadeira. Neste caso, na condicional, o resultado é verdadeiro, contudo, na bicondicional o resultado é falso.
Na interpretação conceitual, a = b significa "Todos  os a 's são b 's e todos os  b 's são a 's"; Em outras palavras, os conjuntos  a e b coincidem: eles são idênticos. Isso não significa que todos os conceitos têm o mesmo significado. Exemplos: "triângulo" e "trilateral", "triângulo equiangular" e "triângulo equilátero". O antecedente é o "sujeito" e o consequente é o e predicado de uma afirmativa/ Proposição universal.
Na interpretação proposicional, a ⇔ b significa que a implica b e b implica a; em outras palavras, que as proposições são equivalentes, o que é dizer, ambas são verdadeiras ou falsas ao mesmo tempo. Isso não significa que elas tem o mesmo significado. Exemplo: "O triângulo ABC tem dois lados iguais", e "O triângulo ABC tem 2 ângulos iguais". O antecedente é a premissa ou a causa e o consequente é a consequência. Quando uma implicação é traduzida por um julgamento hipotético (ou condicional) O antecedente é chamado de "hipótese (ou de condição) e o consequente é chamado de tese.
Uma forma comum de se demonstrar um bicondicional é usar sua equivalência para a conjunção de duas condicionais ,em que há uma troca entre a hipótese e a conclusão, as demonstrando separadamente.
Quando ambos os membros da bicondicional são proposições, ela pode ser dividida em duas condicionais, na qual uma é chamada de teoremae a outra é sua recíproca.[carece de fontes?]Assim, sempre que um teorema e sua recíproca são verdadeiros, temos um bicondicional. Um simples teorema dá origem a uma implicação cujo antecedente é a hipótese e cujo consequente é a tese do teorema.
condição suficiente da tese, e a tese a condição necessária da hipótese; isto é, é suficiente que a hipótese seja verdadeira para a tese de ser verdadeira também;  embora seja necessário que a tese seja verdadeira para a hipótese de ser verdade também. Quando um teorema e sua recíproca são verdadeiros, dizemos que a sua hipótese é a condição necessária e suficiente da tese, ou seja, que é ao mesmo tempo, tanto a causa como consequência.
Muitas vezes é dito que a hipótese é a condição suficiente da tese, e a tese a  condição necessária da hipótese; isto é, é suficiente que a hipótese seja verdadeira para a tese de ser verdadeira também;  embora seja necessário que a tese seja verdadeira para a hipótese de ser verdade também. Quando um teorema e sua recíproca são verdadeiros, dizemos que a sua hipótese é a condição necessária e suficiente da tese, ou seja, que é ao mesmo tempo, tanto a causa como consequência.

## Definição
Igualdade lógica (Também conhecida como bicondicional) é uma operação em dois valores verdade, tipicamente, o valor de duas proposições, que produzem o valor verdadeirose e somente se ambos os operandos são falsos ou ambos os operandos são verdadeiros.

### Tabela verdade
A tabela verdade para {\displaystyle ~A\leftrightarrow B} (também escritos como A ≡ B, A = B, or A EQ B) como a seguir:
| INPUT | INPUT | OUTPUT                                 |
| A     | B     | A {\displaystyle ~\leftrightarrow ~} B |
| 0     | 0     | 1                                      |
| 0     | 1     | 0                                      |
| 1     | 0     | 0                                      |
| 1     | 1     | 1                                      |

Mais de duas proposições combinadas por {\displaystyle ~\leftrightarrow ~} são ambíguas:
{\displaystyle ~x_{1}\leftrightarrow x_{2}\leftrightarrow x_{3}\leftrightarrow ...\leftrightarrow x_{n}} pode estar significando {\displaystyle ~(((x_{1}\leftrightarrow x_{2})\leftrightarrow x_{3})\leftrightarrow ...)\leftrightarrow x_{n}},
Ou pode ser usado para dizer que todos os {\displaystyle ~x_{i}~} são todos verdadeiros ou todos falsos: {\displaystyle (~x_{1}\land ...\land x_{n}~)~\lor ~(\neg x_{1}\land ...\land \neg x_{n})}
Só para o zero ou para dois argumentos isso é o mesmo.
As próximas tabelas verdades mostram o mesmo padrão apenas na linha com nenhum argumento e nas linhas com dois argumentos:

concebido como equivalente a
O diagrama de Venn central abaixo,
e a linha (ABC) nesta matriz
representam a mesma operação.

concebido como uma simplificação para
O diagrama de bem exatamente abaixo,
e a linha (ABC)nesta matriz
representam a mesma operação.

The left Venn diagram below, and the lines (AB    ) in these matrices represent the same operation.

### Diagramas de Venn
As áreas vermelhas representam verdadeiro (como em  para  Disjunção_lógica|e).
| |
| A bicondicional de duas proposições é a Negação da ou exclusivo:                                              |
| {\displaystyle ~A\leftrightarrow B~~\Leftrightarrow ~~\neg (A\oplus B)} {\displaystyle \Leftrightarrow \neg } |

| |
| O bicondicional e o ou exclusivo de três proposições dá o mesmo resultado: {\displaystyle ~A\leftrightarrow B\leftrightarrow C~~\Leftrightarrow } {\displaystyle ~A\oplus B\oplus C} {\displaystyle \leftrightarrow } {\displaystyle ~~\Leftrightarrow ~~} {\displaystyle \oplus } {\displaystyle ~~\Leftrightarrow ~~} |

| |
| Mas {\displaystyle ~A\leftrightarrow B\leftrightarrow C} pode também ser usado como uma abreviação para {\displaystyle (A\leftrightarrow B)\land (B\leftrightarrow C)} {\displaystyle \land } {\displaystyle ~~\Leftrightarrow ~~} |

## Propriedades
Comutatividade: sim
| {\displaystyle A\leftrightarrow B} | {\displaystyle \Leftrightarrow } | {\displaystyle B\leftrightarrow A} |
|                                    | {\displaystyle \Leftrightarrow } |                                    |

Associatividade: sim
| {\displaystyle ~A} | {\displaystyle ~~~\leftrightarrow ~~~} | {\displaystyle (B\leftrightarrow C)} | {\displaystyle \Leftrightarrow } |  |                                  | {\displaystyle (A\leftrightarrow B)} | {\displaystyle ~~~\leftrightarrow ~~~} | {\displaystyle ~C} |
|                    | {\displaystyle ~~~\leftrightarrow ~~~} |                                      | {\displaystyle \Leftrightarrow } |  | {\displaystyle \Leftrightarrow } |                                      | {\displaystyle ~~~\leftrightarrow ~~~} |                    |

Distributividade:  Bicondicionais dão distribuem entre nenhuma função binária (nem a si mesmo),

Mas a disjunção lógica (veja aqui)se distribui sobre bicondicionais.
Função_monótona: não

| {\displaystyle ~A~} | {\displaystyle ~\leftrightarrow ~} | {\displaystyle ~A~} | {\displaystyle \Leftrightarrow } | {\displaystyle ~1~} | {\displaystyle \nLeftrightarrow } | {\displaystyle ~A~} |
|                     | {\displaystyle ~\leftrightarrow ~} |                     | {\displaystyle \Leftrightarrow } |                     | {\displaystyle \nLeftrightarrow } |                     |

monotonicity: no
| {\displaystyle A\rightarrow B} | {\displaystyle \nRightarrow } |  |                                  | {\displaystyle (A\leftrightarrow C)} | {\displaystyle \rightarrow } | {\displaystyle (B\leftrightarrow C)} |
|                                | {\displaystyle \nRightarrow } |  | {\displaystyle \Leftrightarrow } |                                      | {\displaystyle \rightarrow } |                                      |

verdade preservada: sim

Quando todas as entradas são verdadeiras, a saída é verdadeira.
| {\displaystyle A\land B} | {\displaystyle \Rightarrow } | {\displaystyle A\leftrightarrow B} |
|                          | {\displaystyle \Rightarrow } |                                    |

falsidade de preservação: não

Quando todos as entradas são falsas, a saída não é falsa.
| {\displaystyle A\leftrightarrow B} | {\displaystyle \nRightarrow } | {\displaystyle A\lor B} |
|                                    | {\displaystyle \nRightarrow } |                         |

Walsh spectrum: (2,0,0,2)
Nãolinearidade: 0 (a função é linear)

## Regras de inferência
Como todos os conectivos em lógica de primeira ordem, a bicondicional tem regras de inferência que governam seu uso em provas formais.

### introdução bicondicional
Introdução_Bicondicional
permite inferir que, se B se segue a partir de A, e A Decorre B, então A Se_e_somente_se B.
Por exemplo, a partir das declarações "se eu estou respirando, então eu estou vivo" e "se eu estou vivo, então eu estou respirando", pode-se inferir que "eu estou respirando, se e somente se eu estiver vivo "ou, igualmente inferível:" Eu estou vivo, se e somente se eu estou respirando. "
```
 B → A 
 
 

 A → B 
 
 

 ∴  A ↔ B
```

```
 B → A 
 
 

 A → B 
 
 

 ∴  B ↔ A
```

### Eliminação da bicondicional
Eliminação Biconditional permite inferir uma a condicional de um bicondicional: if (A ↔ B) é verdadeira, então pode-se inferir um sentido da bicondicional, (A → B) e (B → A).
Por exemplo, se é verdade que eu estou respirando, se e somente se, eu estou vivo, então é verdade que se eu estou respirando, eu estou vivo, do mesmo modo, é verdade que se eu estou vivo, eu estou respirando .
formalmente:
```
 
( A ↔ B )
 
 

 ∴ ( A → B )
```

também
```
 
( A ↔ B )
 
 

 ∴ ( B → A )
```

## Uso coloquial
Uma maneira inequívoca de afirmar uma bicondicional em português é da forma "b se um e se b". Outra é "a se e somente se b". Um pouco mais formal, pode-se dizer "b implica a e a implica b". Em  português "se" pode às vezes ser usado como um bicondicional. É preciso pesar contexto fortemente.
Por exemplo, "eu vou te comprar uma nova carteira, se você precisa de uma" pode ser entendida como uma bicondicional, uma vez que o orador não tem a intenção de um resultado válido para estar comprando a carteira ou não a carteira é necessário (como em uma condicional). No entanto, "está nublado, se está chovendo" não é concebida como um bicondicional, uma vez que pode ser nublado, enquanto não chover.

## References
- Brennan, Joseph G. Handbook of Logic, 2nd Edition. Harper & Row. 1961

Predefinição:Logical connectives
Este artigo incorpora material de Biconditional do PlanetMath, que é licenciado sob GFDL.